# Galerie (dopravní stavba)

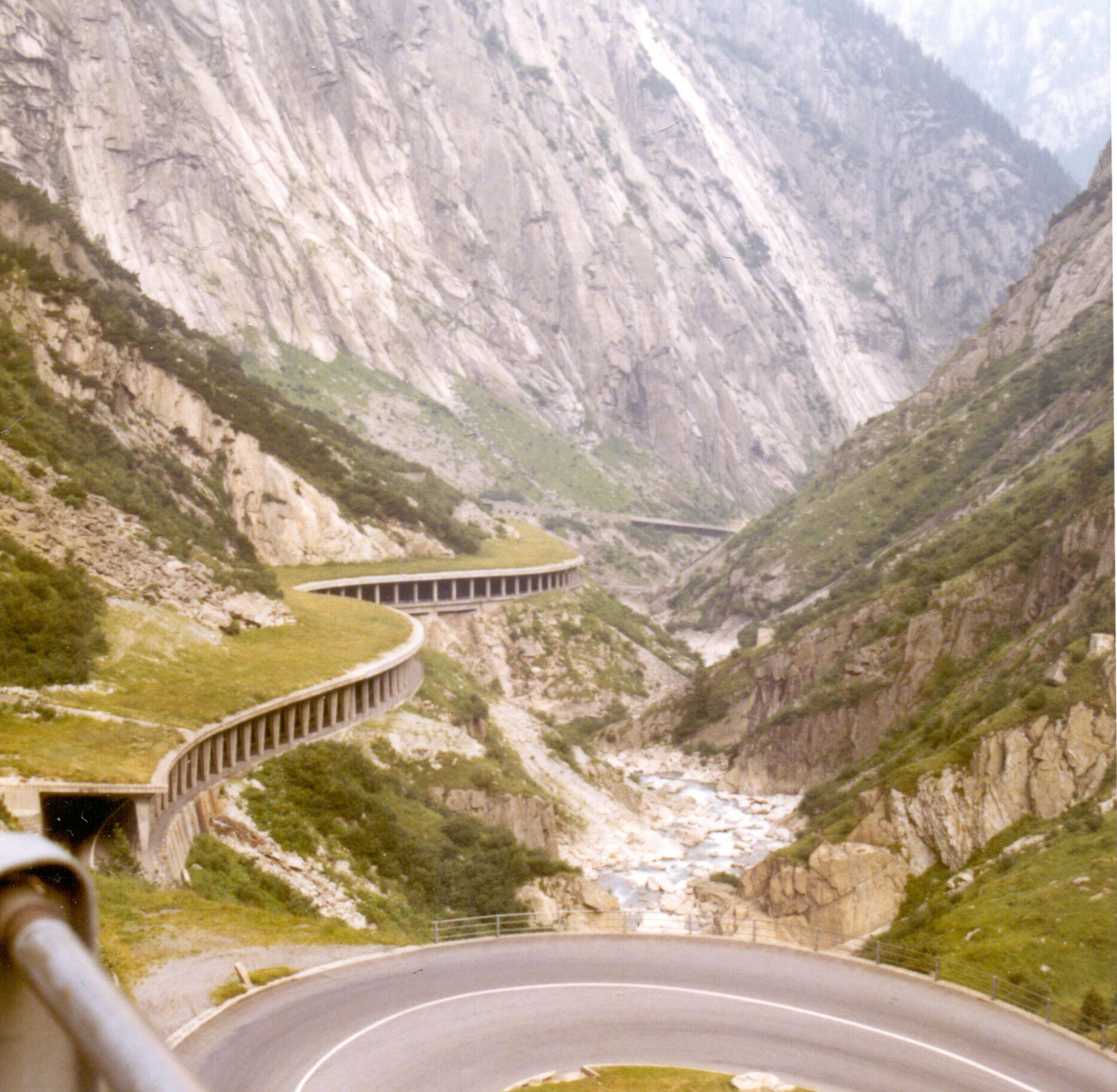
Silniční galerie v Gotthardském průsmyku ve Švýcarsku

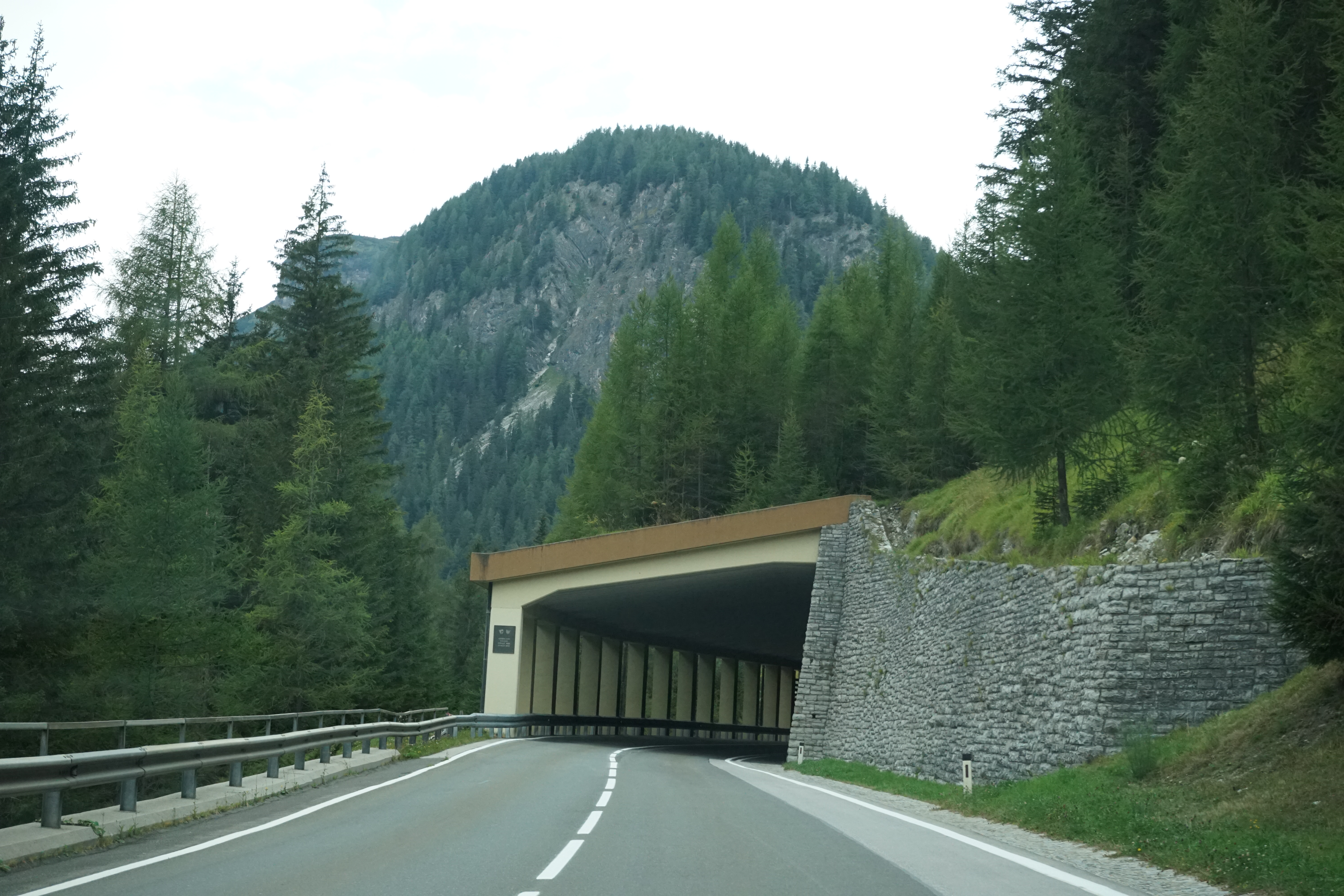
Silniční galerie v Radstadtsko-taurském průsmyku v Rakousku

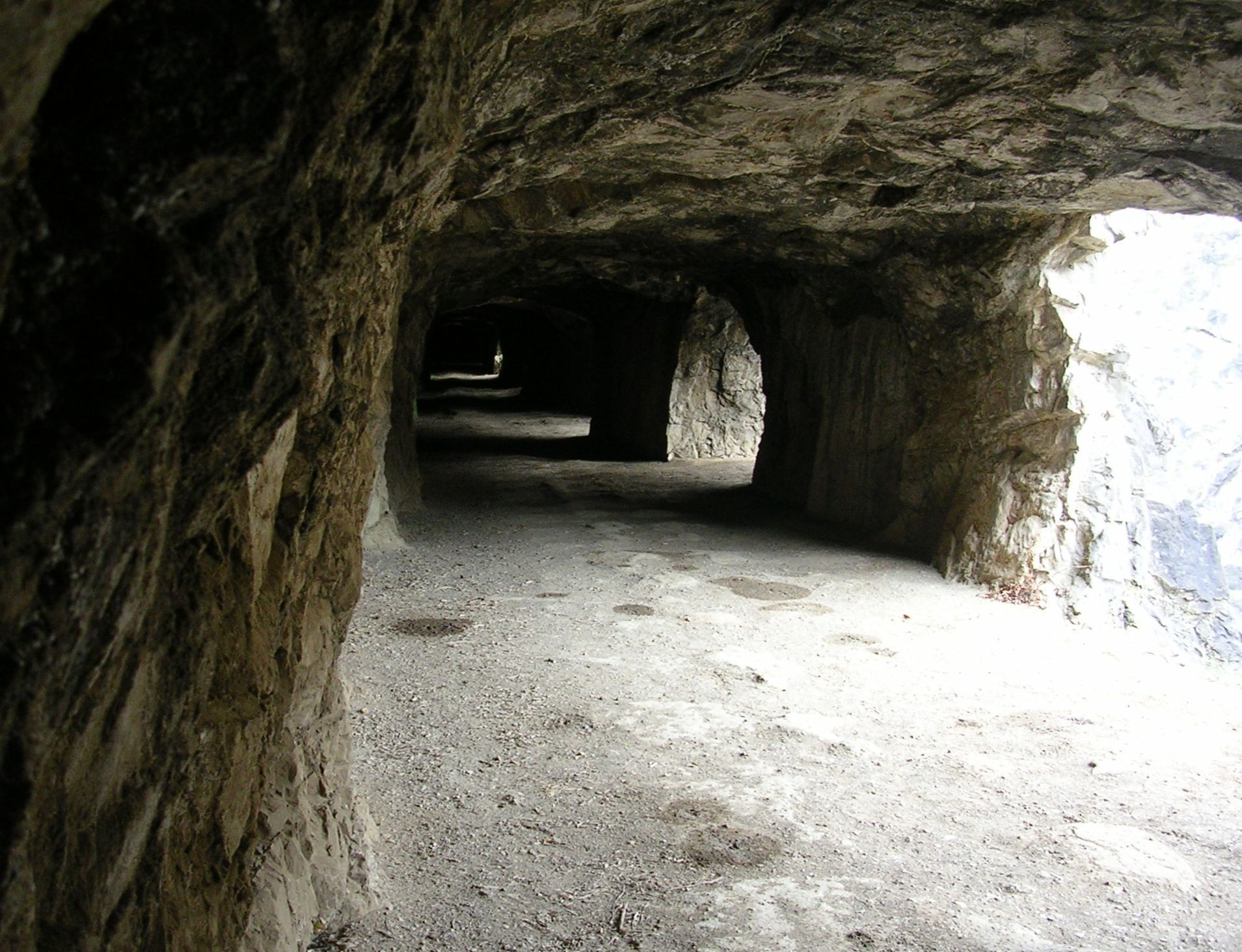
Hlavní štola mořinských lomů prochází kolem lomu Velká Amerika jako galerie

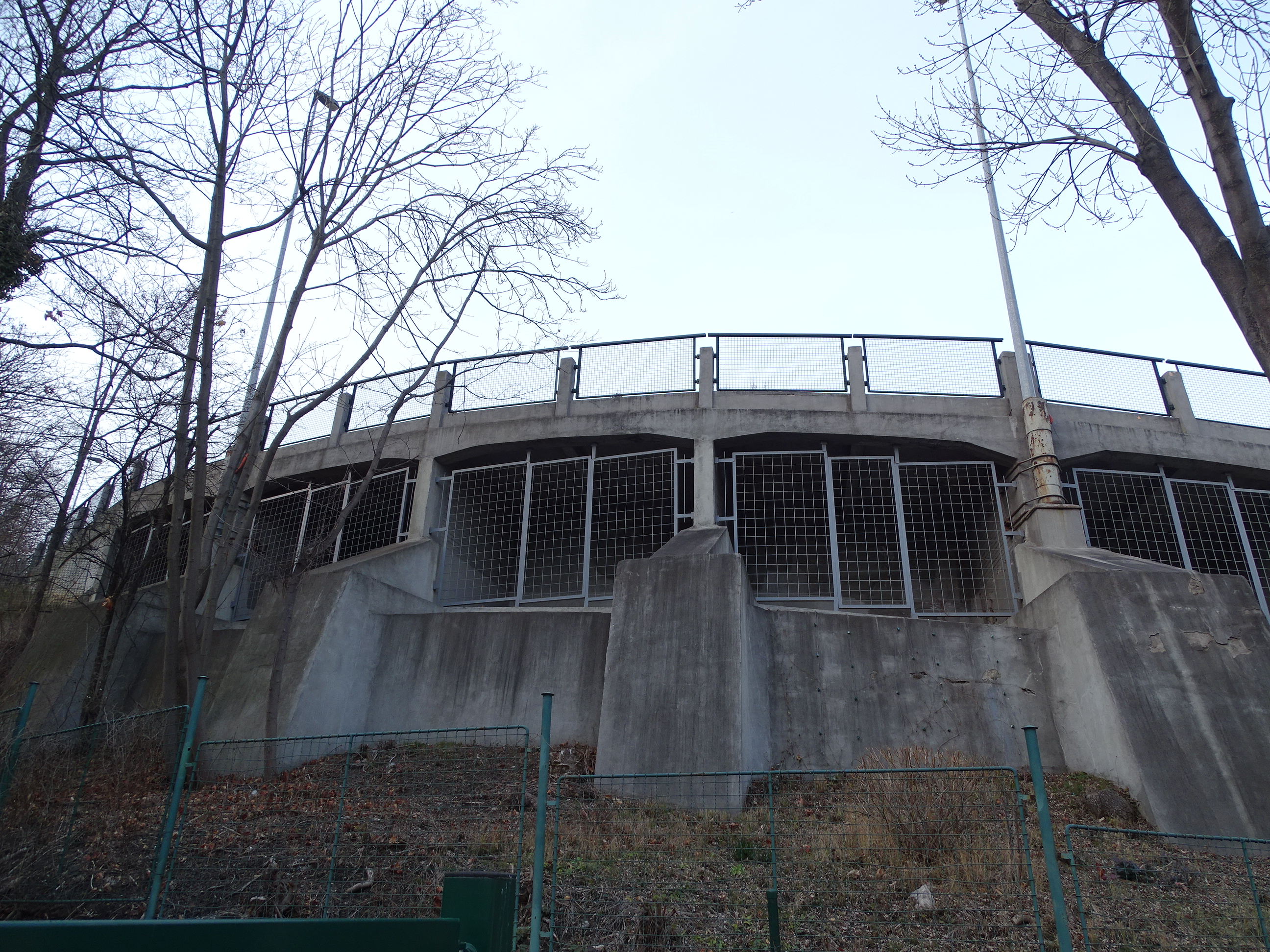
Mostní galerie v zatáčce Zapovy ulice v Praze-Smíchově

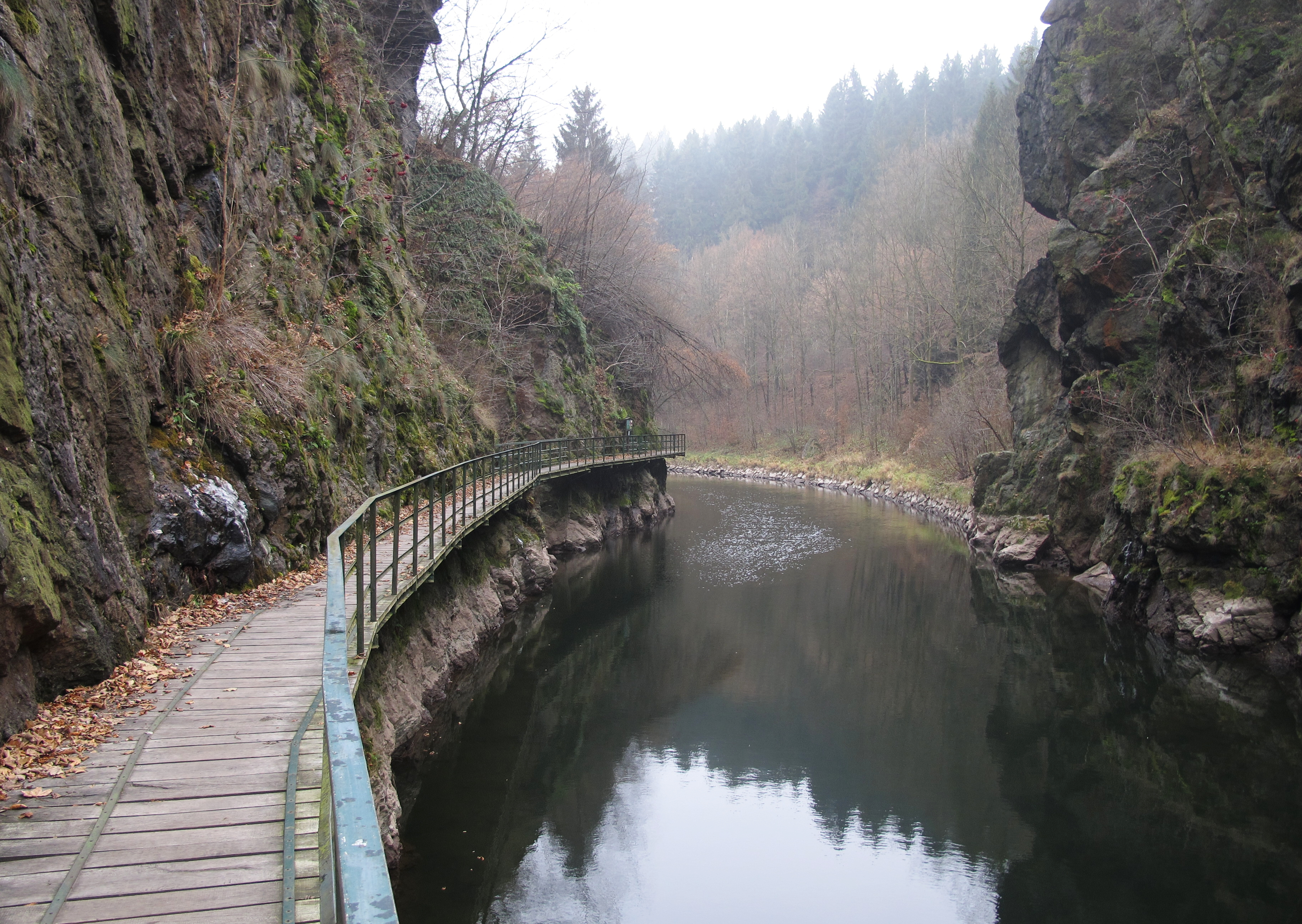
Podle turistického ochozu na Riegrově stezce v údolí Jizery u Semil nese název i přírodní památka Galerie

Galerie je v kontextu staveb pozemních komunikací nebo drah podzemní nebo krytý úsek komunikace zapuštěný do svahu, který nemá uzavřený příčný profil, tj. ve směru od svahu je otevřený. Může jít buď o stavbu tunelového typu s vytesanými okny, nebo o komunikaci, kterou před padajícími horninami či sněhem chrání zastřešení. Galerie zastřešeného typu jsou v angličtině nazývány např. avalanche shed (lavinový přístřešek) nebo rock shed (slouží-li k ochraně proti kamení), pro tunelové úseky se zastřešenými portály se používá např. název avalanche tunnel (lavinový tunel), pro ochranné podloubí zejména pro pěší (např. kolem budov) se používá též název protective gallery. 
Mostní galerie jsou konstrukce mostního typu, jejichž strana přilehlá ke svahu je přimknutá k terénu nebo zapuštěná v zářezu svahu, zatímco odlehlá strana komunikace je nesena pilíři mostního typu, které tak vytvářejí „galerii“ v úrovni pod vozovkou, resp. mostovkou. Někdy se termín „galerie“ používá také pro lávku, která tvoří ochoz podél skalního břehu.

## Definice a normy
Definici galerie (pouze ve vztahu k silničním komunikacím) obsahuje ČSN 73 6100-1:2008 - Názvosloví pozemních komunikací – Část 1: Základní názvosloví, bod 12.8, podle ní je galerie „liniový podzemní objekt, kterým prochází pozemní komunikace (silnice, dálnice nebo místní komunikace), umožňující plynulou a bezpečnou jízdu vozidel při průchodu komunikací horskými masivy, osídleným kulturně-historicky či ekologicky cenným územím apod.; vyznačuje se neuzavřeným příčným profilem“.
ČSN 73 7507 Projektování tunelů na pozemních komunikacích ve vydání z ledna 2006 uvádí, že proti předchozí normě se předmět normy rozšiřuje o obdobné stavby (např. galerie, protihlukové tunely a podjezdy). Tato změna se však projevila pouze tím, že do úvodního vymezení předmětu normy v její první kapitole byla přidána věta, že pro tyto další stavby norma platí „přiměřeně“. Stejnou změnu oproti předchozí normě ovšem avizuje i předmluva vydání normy z prosince 2013, přestože v této věci již k další změně nedošlo. 
ČSN 73 6201 Projektování mostních objektů z února 1995 jmenovala „točnice, přesuvny, kolejové váhy, výsypníky, galerie na pozemních komunikacích“ jako příklady objektů mostům podobných, ve vydání z října 2008 jsou místo toho uvedeny „točnice, přesuvny, váhy, výklopníky, ochozy, dopravníky, návěstní krakorce a obslužné lávky, portály, mýtné brány apod.“, tedy galerie byly zřejmě nahrazeny ochozy. V podobném kontextu byly galerie zmíněny i v ČSN 73 6200 Mosty – terminologie a třídění, ČSN 73 2603 Ocelové mostní konstrukce, ČSN 73 6221 Prohlídky mostů pozemních komunikací a v dalších. 
Zákon č. 13/1997 Sb., o pozemních komunikacích, v § 12 vyjmenovává „tunely, galérie, opěrné, zárubní, obkladní a parapetní zdi, tarasy, násypy a svahy“ jako součásti dálnic, silnic a místních komunikací. Prováděcí vyhláška č. 104/1997 Sb. obsahuje § 33 s nadpisem „Galerie a obdobná zařízení“, kde se galerií nazývá přístřešek nad komunikací („V místech, kde provoz na komunikacích může být ohrožován spadem kamenů, jiných cizích předmětů a lavinami, se zřizují v odřezu přístřešky (galerie) nebo obdobné ochranné stavby, např. ochranné sítě, záchytné zdi a jiná zařízení podle závazné ČSN 73 6201; bližší podrobnosti jsou obsaženy v doporučené ČSN 73 6101.“). Co se týče technických požadavků, druhý odstavec paragrafu odkazuje na paragraf o podjezdech. V příloze vyhlášky jsou „tunely, galerie, opěrné, zárubní, obkladní a parapetní zdi, tarasy“ společně jmenovány mezi objekty, které vyžadují běžnou údržbu. 
Ve vztahu k drážním stavbám zmiňuje galerie vyhláška č. 177/1995 Sb., kterou se vydává stavební a technický řád drah. V § 1 jsou propustky, mosty, objekty mostům podobné, tunely, opěrné, zárubní, ochranné a obkladní zdi, galerie i ochranné a regulační stavby, průchody a ochranná zařízení proti spadu cizích předmětů, proti požáru a vodě jmenovány mezi stavbami železničního spodku. V § 15 odst. 5 v části zákona týkající se železničních drah (celostátní, regionálních a vleček) jsou galerie pojaty jako stavby obdobné tunelům: „V místech, kde provozování dráhy a drážní dopravy může být ohrožováno spadem cizích předmětů, se zřizují galerie nebo jiné ochranné stavby. Pro galerie platí prostorové uspořádání jako pro tunely. Mezery mezi sloupy nebo nosnými pilíři galerie musí být u ochozů na vnější straně opatřeny zábradlím.“ V následujícím odstavci 6 pak je společný odkaz na technické normy týkající se staveb tunelů a galerií. V § 36, týkajícím se technických parametrů mostů speciálních drah (metra), je ustanovení o průjezdném průřezu rozšířeném o postranní prostory pro průchod a manipulaci vztaženo kromě mostů též na galerie.

## Příklady galerií
Silniční galerie v Žabovřeské je budována v rámci výstavby Velkého městského okruhu v Brně-Žabovřeskách.
Technická správa komunikací hl. m. Prahy eviduje jako galerie objekty na ulicích K Barrandovu, Chotkova, Zapova, Husitská a Povltavská. Ve všech případech jde o galerie mostního typu, tedy o mostní konstrukce přimknuté na straně bližší svahu k terénu.